# Demarche
En demarche er en formel personlig henvendelse ad diplomatisk vej til et andet lands regering eller en international organisation. Demarchen foretages af det demarcherende lands ambassadør eller anden diplomatisk medarbejder på landets ambassade i det land, henvendelsen rettes til, eller på den diplomatiske mission ved vedkommende internationale organisation. Demarcher har til formål at påvirke eller informere opholdslandets regering, søge oplysninger fra den eller protestere mod dens politik eller handlinger. I tredjelande foretager EU-landene ofte demarcher i fællesskab. Der forekommer også fælles demarcher af de nordiske lande. 
Demarchen vil normalt blive foretaget efter udtrykkelig instruktion fra udsenderstatens udenrigsministerium. Der kan i instruktionen blive lagt vægt på, at demarchen sker på et vist niveau, f.eks. over for udenrigsministeren personligt eller over for en højtstående embedsmand, og at det er ambassadøren personligt, der udfører den.
I forbindelse med demarchen vil ofte blive overrakt en diplomatisk note, et P.M. (pro memoria) eller et aide-mémoire til understøttelse af demarchens indhold.
Efter udførelsen indberetter ambassaden til sit udenrigsministerium om forløbet af henvendelsen, herunder navnlig hvilken reaktion den gav anledning til.